# Marcos André
Marcos André (São Luís, 1996. október 20. –) brazil labdarúgó, a spanyol Valencia csatárja.

## Pályafutása
André a brazíliai São Luís városában született. Az ifjúsági pályafutását a Sobradinho és az Araguaína csapatában kezdte, majd a Guaratinguetá akadémiájánál folytatta.
2015-ben mutatkozott be a Celta Vigo tartalékkeretében. 2015 és 2019 között az Órdenes és a Logroñés csapatát erősítette kölcsönben. 2019-ben az első osztályban szereplő Valladolidhoz igazolt. A 2019–20-as szezonban a másodosztályú Mirandésnél szerepelt kölcsönben. 2021. augusztus 25-én ötéves szerződést kötött a Valencia együttesével. Először a 2021. augusztus 27-ei, Alavés ellen 3–0-ra megnyert mérkőzés 68. percében, Gonçalo Guedes cseréjeként lépett pályára. Első gólját 2021. szeptember 25-én, az Athletic Bilbao ellen hazai pályán 1–1-es döntetlennel zárult találkozón szerezte meg.

## Statisztikák
2022. szeptember 17. szerint
| Klub                  | Szezon   | Osztály          | Bajnokság | Bajnokság | Kupa és Ligakupa | Kupa és Ligakupa | Nemzetközi | Nemzetközi | Összesen | Összesen |
| Klub                  | Szezon   | Osztály          | Meccs     | Gól       | Meccs            | Gól              | Meccs      | Gól        | Meccs    | Gól      |
| --------------------- | -------- | ---------------- | --------- | --------- | ---------------- | ---------------- | ---------- | ---------- | -------- | -------- |
| Mirandés (kölcsönben) | 2019–20  | Segunda División | 38        | 12        | 7                | 0                | —          | —          | 45       | 12       |
| Valladolid            | 2020–21  | La Liga          | 23        | 4         | 0                | 0                | —          | —          | 23       | 4        |
| Valladolid            | 2021–22  | Segunda División | 1         | 1         | 0                | 0                | —          | —          | 1        | 1        |
| Valladolid            | Összesen | Összesen         | 24        | 5         | 0                | 0                | 0          | 0          | 24       | 5        |
| Valencia              | 2021–22  | La Liga          | 29        | 1         | 6                | 2                | —          | —          | 35       | 3        |
| Valencia              | 2022–23  | La Liga          | 5         | 1         | 0                | 0                | —          | —          | 5        | 1        |
| Valencia              | Összesen | Összesen         | 34        | 2         | 6                | 2                | 0          | 0          | 40       | 4        |
| Összesen              | Összesen | Összesen         | 96        | 19        | 13               | 2                | 0          | 0          | 109      | 21       |

## Sikerei, díjai
Valencia
- Copa del Rey
  - Döntős (1): 2021–22

## Fordítás
Ez a szócikk részben vagy egészben  a   Marcos André című angol Wikipédia-szócikk fordításán alapul.  Az eredeti cikk szerkesztőit annak laptörténete sorolja fel. Ez a jelzés csupán a megfogalmazás eredetét és a szerzői jogokat jelzi, nem szolgál a cikkben szereplő információk forrásmegjelöléseként.